# Воссиятское
Воссиятское (укр. Возсіятське) — село в Еланецком районе Николаевской области Украины.
Основано в 1808 году. Население по переписи 2001 года составляло 2185 человек. Почтовый индекс — 55542. Телефонный код — 5159. Занимает площадь 3,5 км².
Село расположено на обоих берегах реки Громоклея. 

## Местный совет
55542, Николаевская обл., Еланецкий р-н, с. Воссиятское, ул. Школьная, 37